# Franz-Rohde-Haus

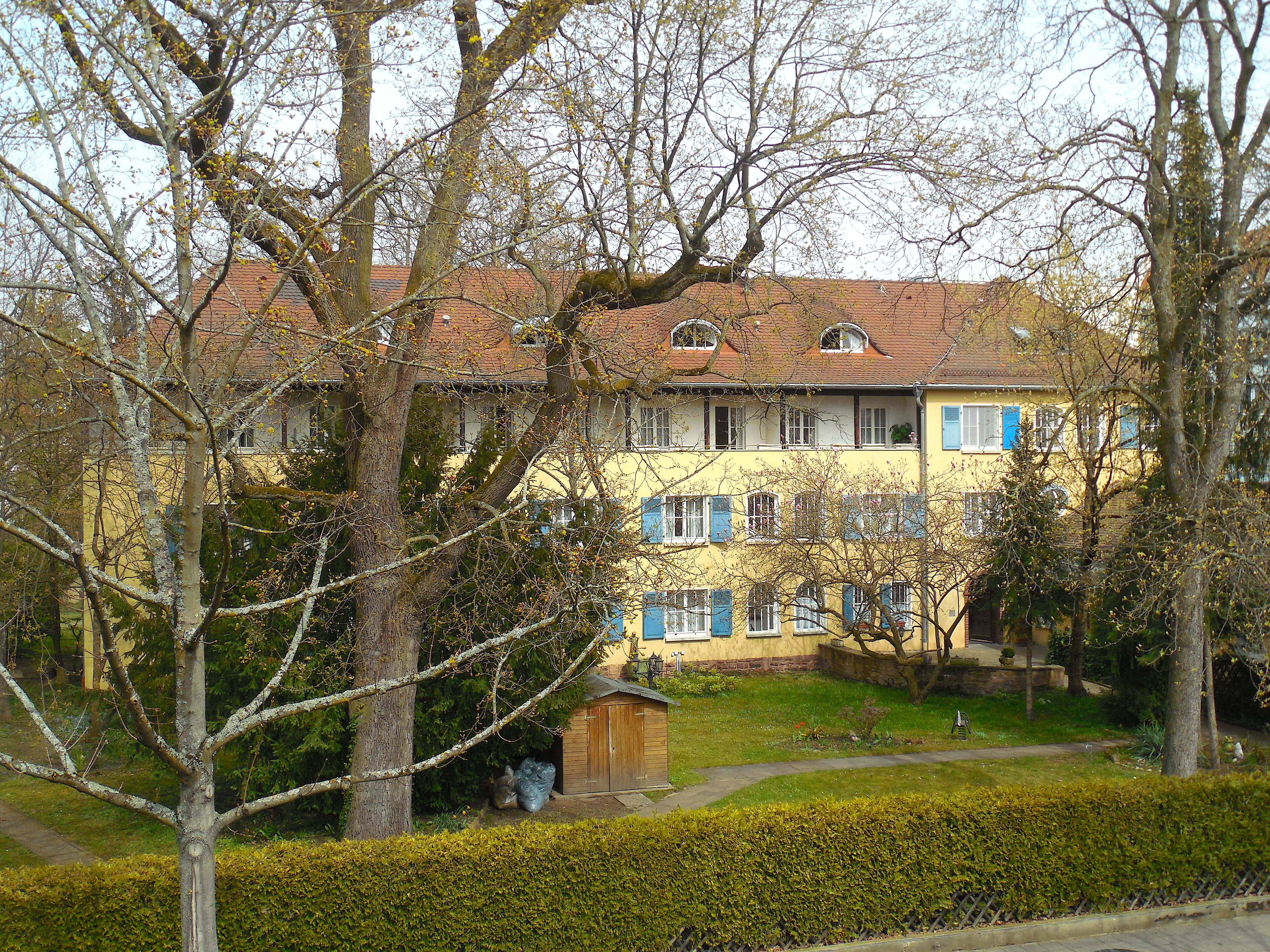
Das 1938 von Otto Bartning als Altenwohnheim erbaute Franz-Rohde-Haus (2016)

Das Franz-Rohde-Haus in Karlsruhe, Dragonerstraße 4–6, wurde 1937/38 durch den Karlsruher Architekten Otto Bartning für den Evangelischen Verein der Weststadt – Wichernbund erbaut. Es wurde als „Altenheim mit 25 Kleinwohnungen“ geplant. Bis Oktober 2017 wurde es als Pflegeheim von der Evangelischen Stadtmission Karlsruhe e.V. betrieben. Das Haus wurde nach dem von 1898 bis 1932 an der Karlsruher Christuskirche tätigen Pfarrer Franz Rohde (1863–1937) benannt.

## Bau- und Nutzungsgeschichte
Am 8. Mai 1937 reichte Bartning die Baupläne für ein „Altersheims des Evangelischen Vereins der Weststadt in Karlsruhe“ ein; die Bauleitung vor Ort übernahm der Karlsruher Architekt Hermann Zelt. Am 24. November 1938 war das Haus bezugsfertig und wurde am 1. Dezember 1938 in Betrieb genommen.
In Bartnings eigenhändigem Werkverzeichnis im Besitz des Otto-Bartning-Archivs der TU Darmstadt trägt der Bau die Nummer 146. 
Der Wohntrakt des Franz-Rohde-Hauses ist auf dem Grundstück zurückgesetzt und in einen parkähnlichen Garten mit historischem Baumbestand – darunter eine ca. 180-jährige Stieleiche – gebaut.
Ohne größere Kriegsschäden überstand das Haus den Zweiten Weltkrieg, daher ist der originale, vollständigen Fenster- und Türbestand aus der Bauzeit. 1979 wurde ein Aufzug eingebaut, 1981 ein kleiner Anbau an der Nordseite hinzugefügt. 1982 wurden behindertengerechte Umbauten und eine Erweiterung für eine Pflegeabteilung im Franz-Rohde-Haus vorgenommen, ab 1982 das Haus als „Altenheim mit Pflegeabteilung“ geführt. Diese baulichen Veränderungen an der Nordfassade erfolgten ohne denkmalschutzrechtliche Genehmigung. 1990 erwarb die Evangelische Stadtmission Karlsruhe das Haus und betreibt es als Pflegeheim. Geschichts- und sozialwissenschaftlich sind das Franz-Rohde-Haus und sein Garten bedeutsam, da dieses Anwesen „eine wichtige, in seltener Weise gut überlieferte gebaute Quelle der tätigen evangelischen Altenführsorge in der Zeit des Nationalsozialismus bildet.“

## Denkmalgeschichte
Das Franz-Rohde-Haus und der umgebende Garten wurden im Dezember 1997 vom Landesamt für Denkmalpflege Baden-Württemberg als Kulturdenkmal nach § 2 DSchG BW befunden und sind in die Liste der Karlsruher Kulturdenkmale eingetragen. Öffentliches Interesse an der Erhaltung des Franz-Rohde-Hauses wurde 2013 durch ein Gutachten des Regierungspräsidiums aus künstlerischen, wissenschaftlichen und heimatgeschichtlichen Gründen bekundet: „Otto Bartning gehört als exzellenter Baumeister zu den großen Söhnen der Stadt Karlsruhe. Seine baulichen Hinterlassenschaften sind, darunter das genannte Altersheim, von besonderem heimatgeschichtlichen Interesse.“
2013 erwirkte die Evangelische Stadtmission Karlsruhe e.V. mit Hilfe einer unveröffentlichten Wirtschaftlichkeitsdarstellung die Genehmigung zum Abbruch des Hauses und zur Bebauung des Parks. Nach Bekanntwerden der Abbruchgenehmigung für das Franz-Rohde-Haus regte sich in der Karlsruher Bevölkerung Widerstand gegen die Zerstörung von Kulturdenkmal und Park. Mehr als 5300 Bürgerinnen und Bürger sprachen sich in einer Petition gegen den Abriss des Franz-Rohde-Hauses aus. 
Auch Presse und Fachwelt wurden auf die Abrisspläne aufmerksam, u. a. bezogen die Friedrich-Weinbrenner-Gesellschaft und die Deutsche Stiftung Denkmalschutz Stellung: „Das Franz-Rhode-Haus in Karlsruhe ist einer der wenigen erhaltenen Profanbauten dieses bedeutenden Architekten und daher ein besonders sensibles Denkmal.“ Vor allem die Bedeutung des Baus für Karlsruhe und das Karlsruher Stadtbild wurde thematisiert: „In Karlsruhe hingegen, Bartnings Heimatstadt, wird sein baukulturelles Vermächtnis aus unverantwortlicher Ignoranz und Profitmaximierung vernichtet.“ 2016 wurde eine Petition zum Erhalt des Franz-Rohde-Hauses beim Landtag Baden-Württemberg eingereicht.
Im Juli 2016 erklärte die Evangelische Stadtmission Karlsruhe, obwohl sie nach wie vor im Besitz einer rechtskräftigen Abbruchgenehmigung ist, auf den Abriss des Hauses zu verzichten, verlangte aber einen Ergänzungsbau, der das Kulturdenkmal teilweise verdeckt und den Garten in großen Teilen zerstört. 
Am 24. Juli 2017 verkaufte die Evangelische Stadtmission das Haus an einen Investor. Die Stadt Karlsruhe prüfte ihr Vorkaufsrecht für das denkmalgeschützte Areal. Am 25. September entschied sich eine Mehrheit im Gemeinderat gegen die Ziehung dieses Vorkaufsrechts, sodass der Verkauf an einen privaten Investor am 26. September wirksam wurde.

## Kunstgeschichtliche Bedeutung
In den 1930er Jahren errichtete Bartning nur wenige Profanbauten, was die Bedeutung des Franz-Rohde-Hauses für das Gesamtschaffen von Bartning hervorhebt. Bartnings Entwurf des Franz-Rohde-Hauses stellt zu den zeitgleich entstandenen öffentlichen Bauten des Dritten Reiches einen Gegenentwurf dar und orientiert sich an regionalen Traditionen wie etwa an der Architektur seines Lehrers, des Reformarchitekten Friedrich Ostendorf. Im Karlsruher Stadtteil Rüppurr, dessen Gartenstadt (ab 1907) Ostendorf gestaltete, steht auch das Diakonissenkrankenhaus, zu dem das Franz-Rohde-Haus durch seinen Träger verbunden ist.
„Bartning war einer der wenigen, die das ‚Dritte Reich‘ halbwegs unkompromittiert überstanden, eben weil er in dieser Zeit fast nur Kirchen gebaut hat. Das Franz-Rohde-Haus in Karlsruhe steht für seine Haltung: keine Anbiederung an nationalsozialistischen Prunk und Pomp, ein unaufdringlicher Bau für einen sozialen Zweck. Mit Walmdach und Fledermausgauben, teils rundbogigen Sprossenfenstern und Fensterläden führt der Architekt eine Karlsruher Traditionslinie weiter, die von Friedrich Weinbrenner bis zu seinem Lehrer Friedrich Ostendorf reicht. Modern wirkt dagegen die zurückhaltende Asymmetrie. Von einer Loggia im zweiten Obergeschoss fällt der Blick auf die herrlichen alten Parkbäume.“

## Ausstellung
Vom 22. Juli bis 22. Oktober 2017 wurden in der Städtischen Galerie Karlsruhe erstmals öffentlich die Originalentwürfe Bartnings zum Franz-Rohde-Haus in der Ausstellung Otto Bartning (1883-1959). Architekt einer sozialen Moderne gezeigt.